# Der Untergang des Alpenlandes Part One
Der Untergang des Alpenlandes Part One ist ein österreichischer Kurzfilm aus dem Jahr 1974. Die Produktion wurde erstmals in der ORF-Fernsehreihe Impulse am 17. November 1974 ausgestrahlt.

## Handlung
Als Rahmenhandlung des satirischen Kurzfilms dient eine Art „tirolerische Welterzählung“, die (angelehnt an die biblische Schöpfungsgeschichte Genesis) die Erschaffung der Welt mit Tirol – hier „das Alpenland“ – als Mittelpunkt hat. Pirchner erhält von Gott den Auftrag, das „Alpenland“ „sauber“ zu halten. Ein folgender inhaltlich loser Bilderbogen zu Stücken aus der 1973 erschienenen LP „Ein halbes Doppelalbum“ von Werner Pirchner zeigt vordergründige Klischees des klassischen Heimatfilms und verfremdet diese. Am Schluss ereilt Pirchner die „Strafe“ für sein „lästerliches“ Tun: die „Stimme Gottes“ nötigt ihn, Selbstmord durch Sprung in einen Bergsee zu begehen. Der Film verbindet Elemente des satirischen Films mit der Musik von Werner Pirchner. Er erinnert an vielen Stellen an die Arbeiten von Monty Python, die Mitte der 1970er Jahre erst kurz im deutschsprachigen Raum bekannt waren.

## Auszeichnungen
Der Film gewann den ersten Preis beim Kurzfilmfestival Linz 1976.